# Широківська сільська рада (Луганська область)
| Широківська сільська військова адміністрація Щастинського району Луганської області УКАЗ ПРЕЗИДЕНТА УКРАЇНИ №665/2022 від 23 вересня 2022 року Про утворення військових адміністрацій населених пунктів у Луганській області https://shirokivska-sva.gov.ua/ Організацію ШИРОКІВСЬКА СІЛЬСЬКА ВІЙСЬКОВА АДМІНІСТРАЦІЯ ЩАСТИНСЬКОГО РАЙОНУ ЛУГАНСЬКОЇ ОБЛАСТІ, код ЄДРПОУ 44105104, було зареєстровано 23.03.2021. Розмір статутного капіталу організації складає . На момент останнього оновлення даних 25.05.2024 статус компанії - Не перебуває в процесі припинення. Керівником компанії Широківська сільська військова адміністрація Щастинського району Луганської області є Коробка Володимир Ілліч. |

## Склад ради

### Начальник
Коробка Володимир Ілліч https://shirokivska-sva.gov.ua/persons/9633